# 울진남부도서관
울진남부도서관은 경상북도 울진군 소재의 군립 도서관이다.

## 연혁
- 2008. 12 ~ 2009. 12 : 착공 및 준공.
- 2010. 6. 11 : 개관식, 도서관장 황무굉 취임.
- 2010. 7. 1 : 도서관 직원 채용. (제1대 사서 주지현 : 1급정사서) 시험 운영 시작.
- 2010. 7. 13 : 정상운영 시작.
- 2010. 8. 11 : 홈페이지 오픈.
- 2010. 8. 24 : 영어도서관 -> 멀티미디어실 (명칭 및 용도변경)
- 2010. 12. 28 : 틈새방(1층) 설치.
- 2011. 1. 6 : 어린이자료실 (2층)이전. 정기간행물&향토자료실(1층) 설치.

## 시설현황
- 3층: 일반열람실, 멀티미디어실, 종합자료실
- 2층: 청소년문예실, 휴게실, 서예실, 어린이자료실, 과학정보실, 동아리실
- 1층: 정기간행물&향토자료실, 청소년교양강좌실, 관장실, 사무실, 틈새방
- 지하1층: 보존서고, 문화교육실

## 이용 안내
이용 시간
- 종합자료실: 평일 09:00~22:00 / 토·일요일 09:00~17:00
- 어린이자료실: 평일 09:00~22:00 / 토·일요일 09:00~17:00
- 멀티미디어실: 평일 09:00~18:00 / 토·일요일 09:00~17:00
- 일반열람실: 매일 09:00~22:00

휴관일
- 매주 월요일
- 법정 공휴일
- 국가의 임시 공휴일
- 도서관 사정에 의해 도서관장이 지정한 날